# Сырда

Сырда — река в России, протекает в Верхошижемском районе Кировской области. Устье реки находится в 51 км по левому берегу реки Ивкины. Длина реки составляет 19 км.
Исток реки в холмах Вятского Увала у деревни Чернеево (Пунгинское сельское поселение) в 6 км к северо-востоку от посёлка Верхошижемье. Река течёт на восток, впадает в Ивкину у деревни Сизые (Угорское сельское поселение).

## Данные водного реестра
По данным государственного водного реестра России относится к Камскому бассейновому округу, водохозяйственный участок реки — Вятка от города Киров до города Котельнич, речной подбассейн реки — Вятка. Речной бассейн реки — Кама.
По данным геоинформационной системы водохозяйственного районирования территории РФ, подготовленной Федеральным агентством водных ресурсов:
- Код водного объекта в государственном водном реестре — 10010300312111100034693
- Код по гидрологической изученности (ГИ) — 111103469
- Код бассейна — 10.01.03.003
- Номер тома по ГИ — 11
- Выпуск по ГИ — 1